# Cho Yeo-jeong
Cho Yeo-jeong (en hangul, 조여정) (Seúl, 10 de febrero de 1981), también puede aparecer escrito como Jo Yeo-jeong, es una actriz surcoreana. Es conocida principalmente en el cine surcoreano por sus papeles principales en las películas de época The Servant (2010) y The Concubine (2012), así como por protagonizar la serie de televisión I Need Romance (2011). En 2019, se unió al elenco protagonista de la película Parásitos, ganadora de varios premios Óscar.

## Vida personal
El 16 de octubre de 2020 se anunció que su padre había muerto debido a una enfermedad.

## Carrera profesional
Es miembro de la agencia High Entertainment.

### Orígenes y éxito conThe Servant(1997–2010)
Jo Yeo-jeong debutó como una cover girl de la revista CeCi a la edad de 16 años en 1997, y comenzó a actuar activamente en 1999. A pesar de aparecer en series de drama, videos musicales y comerciales de televisión después, ella permaneció en un segundo plano. Durante este período, Jo aseguró que estaba descontenta con los papeles limitados que le ofrecían.
Fue entonces cuando Jo alcanzó el centro de atención en 2010 protagonizando a una ambiciosa mujer de la dinastía Joseon de baja casta en el drama erótico The Servant. La película, calificada para adultos, fue una versión recién adaptada y trágica de la famosa historia popular de Corea Chunhyangjeon, papel que había sido rechazada por algunas actrices surcoreanas por su alto contenido sexual. Jo, sin embargo, aprovechó la oportunidad y resultó ser un gran escalón en su carrera. Tras el estreno de la película, Jo escapó con éxito de ser «otra cara bonita» en la escena del entretenimiento de Corea.
En 2011, Jo protagonizó la serie de cable de éxito I Need Romance, una comedia sexualmente franca y divertida sobre un grupo de amigas de treinta y tantos que tienen citas en Seúl, que se jactaba de valores de producción elegantes.

### Nueva polémica conThe Concubine(2011–2012)
Pocos habrían esperado que ella protagonizara otro drama de época que requiriese desnudez completa ya que, al hacerlo, podía correr el riesgo de ser estigmatizada en la industria cinematográfica de Corea, donde la mayoría de las jóvenes actrices aún se mantienen lejos de escenas de desnudos tanto como sea posible. A pesar de las preocupaciones colectivas expresadas por los medios de comunicación locales de que estaba desnuda «con demasiada frecuencia», en 2012 la actriz eligió otro thriller de época con escenas explícitas de sexo.
Ella había admirado el trabajo del director Kim Dae-seung y quería trabajar con él, así que después de leer su último guion, consiguió un papel protagonista en The Concubine. La película demostró su buen gusto en los papeles cuando, a pesar de la polémica inicial, recibió el aplauso colectivo de la crítica. En una entrevista para la película, Jo dijo que, sobre todo, ella quiere ser vista como una actriz aventurera e intrigante.

### The Targety éxito en televisión (2012–presente)
En la serie de comedia romántica 2012 Haeundae Lovers, interpretó a la brillante y alegre hija de un gánster de Busan, que se enamora del amnésico procurador secreto que vive con ellos. Un año más tarde, el primer libro de Jo Healing Beauty fue publicado, con consejos sobre salud y belleza, basado en su experiencia acumulada como actriz durante sus 16 años de carrera.
En 2013, Jo se involucró en una disputa de contrato publicitada cuando firmó un nuevo contrato con Bom Entertainment mientras su contrato con Didim531 seguía en efecto. La Korea Entertainment Management Association sugirió que Jo evitase trabajar con ambas agencias, y se unió a Neos Entertainment en 2014. Jo protagonizó dos películas en ese mismo año. Se reunió con el director Kim Dae-woo (The Servant) en otra película de época erótica, esta vez ambientada durante la Guerra de Vietnam, titulada Obsessed. También interpretó a una esposa secuestrada en The Target, un remake del thriller francés Point Blank.
En 2015, Jo protagonizó la comedia sexual Casa Amor: Exclusive for Ladies, que la hizo darse cuenta de "lo gratificante que es ver a la gente hacerla reír. Casa Amor: Exclusive for Ladies es la primera película que he hecho en mucho tiempo, cuya historia se centra en las mujeres y espero que, sobre la base del éxito de esta película, se hagan más películas con voces y experiencias femeninas".
El 4 de diciembre de 2019 se unió al elenco principal de la serie Woman of 9.9 Billion (también conocida como "9.9 Billion Woman"), donde dio vida a Jung Seo-yeon, hasta el final de la serie el 23 de enero de 2020.
El 2 de diciembre de 2020 se unió al elenco principal de la serie If You Cheat, You Die, donde interpretó a Kang Yeo-joo, hasta el final de la serie el 28 de enero de 2021.

## Filmografía

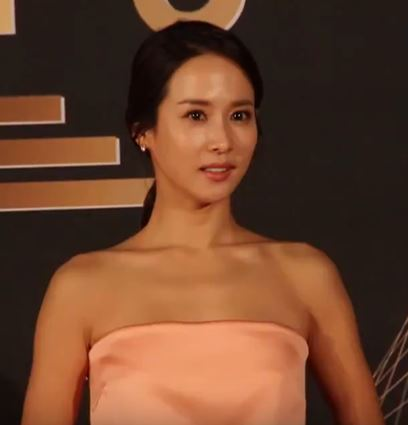
Cho Yeo-jeong en el 2017.

### Series de televisión
| Año         | Título                                  | Personaje             | Canal | Notas              | Ref.   |
| ----------- | --------------------------------------- | --------------------- | ----- | ------------------ | ------ |
| 1999        | How Am I?                               |                       | SBS   |                    |        |
| 1999        | Last War                                |                       | MBC   |                    |        |
| 1999        | You Don't Know My Mind                  | Yang Mi-ri            | MBC   |                    |        |
| 2000        | Roll of Thunder                         |                       | KBS1  |                    |        |
| 2002        | The Rustic Period                       | Ae-ran                | SBS   |                    |        |
| 2002        | Jang Hee-bin                            | Kim Yeong-bin         | KBS2  |                    |        |
| 2003        | South of the Sun                        | Noh Hye-in            | SBS   |                    |        |
| 2003        | A Problem at My Younger Brother's House | Oh Dan-bi             | SBS   |                    |        |
| 2004        | Terms of Endearment                     | Na Ae-ri              | KBS2  |                    |        |
| 2004        | I'm From Chosun                         | Lee Han-sol           | MBC   |                    |        |
| 2006        | So In Love                              | Lee Sun-joo           | MBC   |                    |        |
| 2008        | War of Money: The Original              | Choi Ji-in            | tvN   |                    |        |
| 2009        | The Road Home                           | Jang Mi-ryung         | KBS1  | 120 episodios      |        |
| 2011        | I Need Romance                          | Sunwoo In-young       | tvN   | 16 episodios       | [ 23 ] |
| 2012        | Lovers of Haeundae                      | Go So-ra              | KBS2  | 16 episodios       | [ 24 ] |
| 2015        | Divorce Lawyer in Love                  | Go Cheok-hee          | SBS   |                    |        |
| 2016        | Babysitter                              | mujer de Lee Sang-won | KBS2  | 4 episodios        |        |
| 2016        | Love in the Moonlight                   |                       | KBS2  | cameo              |        |
| 2017        | Ms. Perfect                             | Lee Eun-hee           | KBS2  |                    | [ 25 ] |
| 2019        | Beautiful World                         | Seo Eun-joo           | JTBC  |                    | [ 26 ] |
| 2019 - 2020 | Woman of 9.9 Billion                    | Jung Seo-yeon         | KBS2  | 32 episodios       |        |
| 2020 - 2021 | If You Cheat, You Die                   | Kang Yeo-joo          | KBS2  | 16 episodios       | [ 27 ] |
| 2021        | High Class                              | Song Yeo-wool         | tvN   |                    | [ 28 ] |
| 2022        | Detrás de cada estrella                 | Ella misma            | tvN   | Aparición especial | [ 29 ] |
| 2024        | Tarot                                   | Ji-woo                |       | U+ Mobile TV       | [ 30 ] |

### Películas
| Año  | Título                          | Papel                     | Ref.   |
| ---- | ------------------------------- | ------------------------- | ------ |
| 2002 | A Perfect Match                 | Min-ah                    |        |
| 2006 | Vampire Cop Ricky               | Yeon-hee                  |        |
| 2010 | The Servant                     | Chun-hyang                |        |
| 2012 | The Concubine                   | Shin Hwa-yeon             |        |
| 2014 | The Target                      | Jung Hee-joo              | [ 31 ] |
| 2014 | Obsessed                        | Lee Sook-jin              |        |
| 2015 | Casa Amor: Exclusive for Ladies | Baek Bo-hee               | [ 32 ] |
| 2019 | Parasite                        | Choe Yeon-kyo (Mrs. Park) |        |
| 2024 | Tarot                           | Ji-Woo                    |        |
| 2024 | Hidden Face                     | Su-yeon                   | [ 33 ] |

### Programas de variedades
| Año             | Título                                     | Notas               | Ref.   |
| --------------- | ------------------------------------------ | ------------------- | ------ |
| 2013            | Law of the Jungle in Caribbean/Maya Jungle | miembro - ep. 71-80 | [ 34 ] |
| 2016            | Beauty Station - The Show                  | presentadora        | [ 35 ] |
| 2019 - presente | Surfing House                              | miembro             |        |

## Premios y nominaciones
| Año  | Premio                                               | Categoría                                                | Trabajo               | Resultado | Ref.   |
| ---- | ---------------------------------------------------- | -------------------------------------------------------- | --------------------- | --------- | ------ |
| 2010 | 31º Premios de Cine Blue Dragon                      | Estrella popular                                         | The Servant           | Ganadora  | [ 36 ] |
| 2010 | Festival Internacional de Cine Fantástico de Bucheon | Premio Fantasy                                           | The Servant           | Ganadora  | [ 37 ] |
| 2017 | Premios KBS Drama                                    | Premio a la excelencia, actriz (serie de media duración) | Perfect Wife          | Ganadora  | [ 38 ] |
| 2019 | Premios Chunsa Film Art                              | Mejor actriz                                             | Parasite              | Ganadora  | [ 39 ] |
| 2019 | 40.os Premios de Cine Blue Dragon                    | Mejor actriz protagonista                                | Parasite              | Ganadora  | [ 40 ] |
| 2019 | Premios KBS Drama                                    | Premio a la gran excelencia, actriz                      | Woman of 9.9 Billion  | Ganadora  | [ 41 ] |
| 2020 | 7º Premios APAN Star                                 | Premio a la gran excelencia, actriz en una miniserie     | Woman of 9.9 Billion  | Nominada  |        |
| 2020 | 56.os Premios Baeksang Arts                          | Mejor actriz (cine)                                      | Parasite              | Nominada  |        |
| 2020 | 34º Premios KBS Drama                                | Premio a la excelencia - actriz en una miniserie         | If You Cheat, You Die | Ganadora  | [ 42 ] |
| 2020 | 34º Premios KBS Drama                                | Mejor pareja (junto a Go Joon)                           | If You Cheat, You Die | Ganadores |        |
| 2020 | 34º Premios KBS Drama                                | Premio a la gran excelencia, actriz                      | If You Cheat, You Die | Nominada  |        |
| 2025 | 61.os Premios Baeksang Arts                          | Mejor actriz (cine)                                      | Hidden Face           | Pendiente | [ 43 ] |